# Вельяминов-Зернов, Иван Яковлевич
Иван Яковлевич Вельяминов-Зернов (умер после 1654 года) — дворянин московский (с 1622 года), стольник и воевода, старший сын Якова Петровича Вельяминова-Зернова-Чёрного, а младший брат — Яков Яковлевич Вельяминов-Зернов.

## Биография
В 1615—1619 годах И. Я. Вельяминов-Зернов служил воеводой в Пелыме. В 1622 году он был отправлен в Тулу для пересмотра ратных людей и для розыска, так как местные воеводы распустили многих ратных людей по домам, чем воспользовались крымские татары, которые опустошили многие окрестные селения, а в другом источнике указано что 7 июня послан на Тулу Иван Яковлевич Вельяминов для розыску, то есть должен был расследовать действия полковых воевод при обороне границ России, а в наказе ему читаем между прочим: «И та война от татар делаетца воеводцкою оплошкою и не раденьем и не промыслом».
30 июня 1633 года И. Я. Вельяминов-Зернов и П. С. Есупов были посланы под Смоленск для сопровождения рейтар и драгун, которые во главе с полковником Самуилом Шарлем Деебертом были направлены на помощь русской армии М. Б. Шеина, осажденного польско-литовскими войсками.
В 1635 году И. Я. Вельяминов-Зернов вместе с подьячим Ю. Юрьевым был отправлен на козельские засеки. В сентябре 1637 года Иван Вельяминов был назначен вторым воеводой в Туле, став товарищем (заместителем) стольника и воеводы, князя И. Н. Хованского.
В апреле 1638 года разрядный приказ послал на южные засеки «с Москвы воеводы и головы, и велено им засечными крепостми з Божиею помощию от войны крымских и нагайских людей Московское государство уберечи… К Веневской и Вершковской засеки в Княжие ворота Иван Яковлев сын Вельяминов… И по государеву указу Иван Вельяминов от засеки за вину взят на Тулу к бояром и воеводам ко князю Ивану Борисовичю Черкаскому с товарыщи».
В 1646 году Иван Яковлевич Вельяминов-Зернов находился при дворе в Москве и принимал участие в торжественных обедах за царским столом. В 1648 году в числе прочих лиц сопровождал царицу М. И. Милославскую в Троице-Сергиеву лавру. В 1650 году Кольский воевода. В 1654 году в начале русско-польской войны И. Я. Вельяминов служил заставным головой. Из-за эпидемии чумы в Русском государстве он получил от царя приказ пропускать в Калязин монастырь, где тогда укрывалась царская семья, только тех детей боярских, дворян и простых ратников, которые были отпущены из-под Смоленска.